# Louis Lapicque
Pour les articles homonymes, voir Lapicque.
Louis Édouard Lapicque, né le 1er août 1866 à Épinal (Vosges) et mort le 6 décembre 1952 à Paris 5e, est un médecin, physiologiste et anthropologue français.
Chercheur éclectique et aux approches scientifiques originales, on lui doit le concept de chronaxie en électrophysiologie, paramètre de l'excitabilité nerveuse.

## Biographie

### Enfance et formation
Fils d'un vétérinaire, Louis Lapicque suit sa scolarité au collège d'Épinal où il participe en 1884 à la création du premier club de football des Vosges. Après son baccalauréat, il étudie la médecine à Paris et obtient en plus de son doctorat en médecine, un doctorat ès sciences.

### Début de carrière

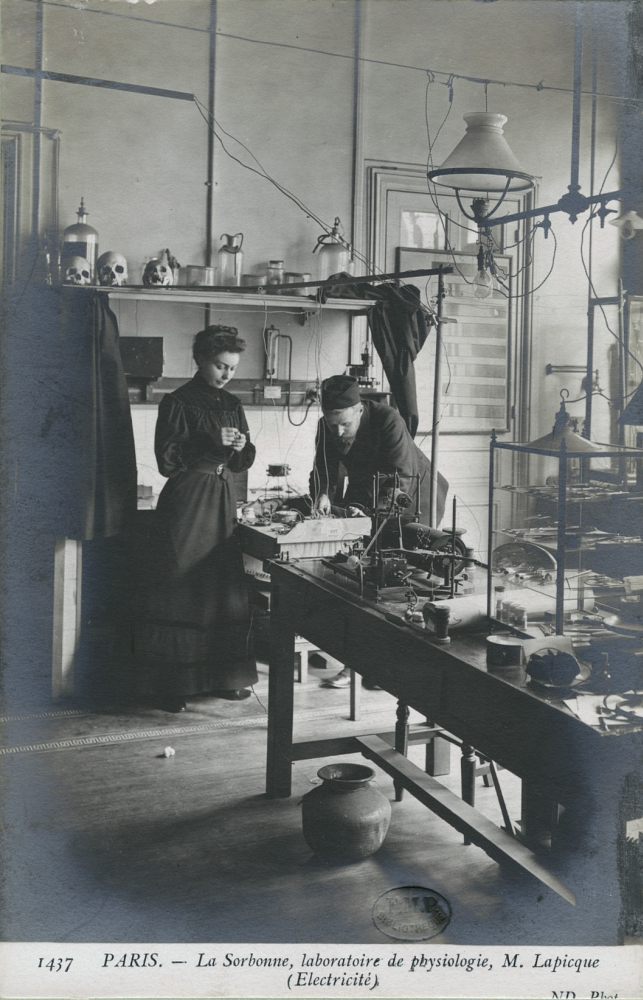
Le laboratoire du docteur Louis Lapicque à la Sorbonne.

Dès 1892, il voyage en Extrême-Orient où il mène des études sur la morphologie humaine. Grâce à ses deux doctorats, il obtient un poste de maître de conférence à la faculté des Sciences de Paris en 1899 avant d'être nommé professeur titulaire de la chaire de Physiologie générale. Étant membre de l'Académie de médecine et de l'Académie des sciences, il entreprend, dès 1903, des travaux sur l'excitabilité nerveuse humaine par le courant électrique et il contribue au développement de la neurologie.
Il publie un article très influent en neurosciences computationnelles et théoriques, en introduisant le modèle « intègre et tire » (integrate and fire), toujours très utilisé à l'heure actuelle.

### Vie sociale et militantismes
Il épouse Marcelle de Heredia, devenue Marcelle Lapicque (1873-1960), neurophysiologiste également, fille de Severiano de Heredia, député républicain de la Seine en 1881 et ministre des Travaux publics en 1887. Leur neveu et fils adoptif Charles Lapicque (1898-1988) devint un peintre reconnu après des études scientifiques.
Républicain et franc-maçon initié en 1902 au sein de la loge Les Étudiants, il milite pour les idées socialistes, la laïcité, les libertés de culte et de pensée et les droits de la femme. Il se présente en 1906 dans la circonscription de Remiremont contre le nationaliste Maurice Flayelle n'obtenant que 11,21 % des voix. Altruiste, il demande à servir comme médecin militaire durant la Première Guerre mondiale en 1914-1915. Il devient ensuite médecin-chef au 53e régiment d'infanterie. Il n'oublie pas sa région natale et participe avec Maurice Pottecher, Eugène Gley et Jules Méline à l'Association vosgienne de Paris. Il est également l'initiateur du journal l'Ouvrier vosgien.
En 1932, il est élu membre de l'Académie allemande des sciences Leopoldina.

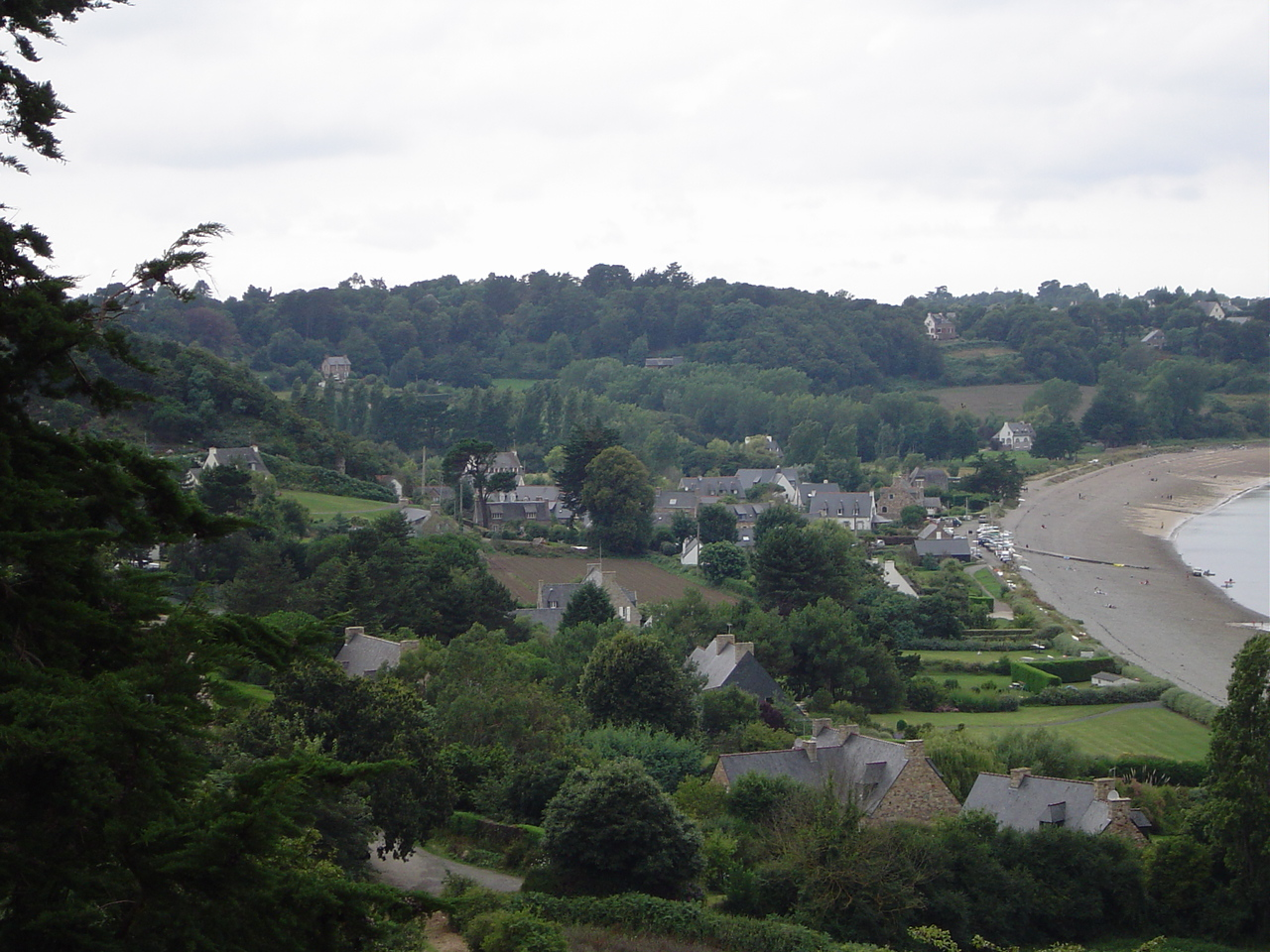
vue de Sorbonne-Plage depuis le sud : la villa Roc'ar Hart de Lapicque est l'une de celles situées immédiatement en bordure de la plage.

Louis Lapicque est avec Charles Seignobos à l'origine de la communauté scientifique de l'Arcouest, surnommée Sorbonne-Plage, à Ploubazlanec où il a fait construire en 1895 une villa baptisée Roc'ar Hart (roc aux lièvres) et où il a commencé à recevoir ses amis et collègues,.

### Seconde Guerre mondiale et dernières années

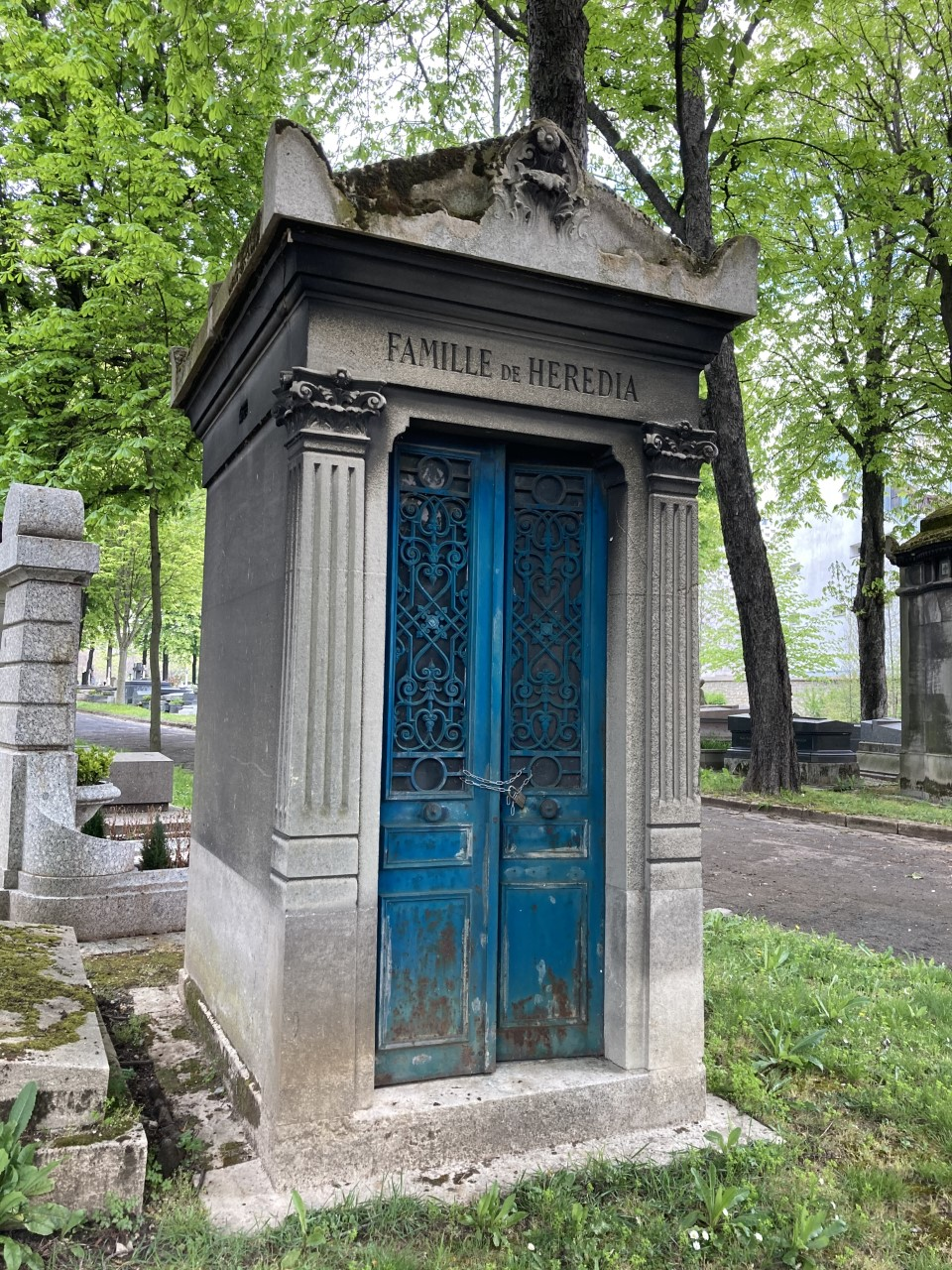
Chapelle de Hérédia où il repose.

Franc-maçon initié en 1902, il fait partie durant la Seconde Guerre mondiale des fondateurs en 1941 du Comité d'action maçonnique, groupe de résistance composante du réseau Patriam Recuperare. L'activité du comité permet la réactivation ou la création de 211 loges clandestines réparties dans 60 départements
Il repose dans la chapelle de sa belle-famille au cimetière des Batignolles.

## Hommages
Un lycée et une rue (le quai Louis Lapicque) portent son nom à Épinal.

## Publications

### Monographies
- Dosage du fer dans les recherches physiologiques (1895).
- Observations et expériences sur les mutations organiques du fer chez les vertébrés (1897).
- Le Sud de l'Inde, le pays et les habitants, la religion (1904).
- Sur la grandeur des temps à considérer pour les phénomènes d'excitation, comparaison de la grenouille à quelques invertébrés marins (1905).
- Altération des fibres nerveuses myéliniques sous l'action des anesthésiques et de divers poisons nerveux (1922).
- La Chronaxie en théorie et dans la pratique médicale (1925).
- L'Excitabilité en fonction du temps. La chronaxie, sa signification et sa mesure (1926).
- Les Echanges de liquide. Première partie : Circulation. Deuxième partie : Données de chimie physique. Troisième partie : Echanges cellulaires (1926).
- Le Système nerveux et l'activité psychologique (1931).
- Les Poisons (1933).
- Quelques problèmes généraux relatifs au fonctionnement du système nerveux (1935).
- Le Mécanisme physique et le mécanisme chimique de la transmission nerveuse (1936).
- Physiologie générale du système nerveux (1937).
- L'excitabilité itérative (1937).
- La chronaxie et ses applications physiologiques (1938).
- La Machine nerveuse, Flammarion, Bibliothèque de philosophie scientifique (1943).
- Aiguillage de l'influx dans les centres nerveux (1944).
- L'Isochronisme neuromusculaire et l'Excitabilité rythmogène (1947).

### Articles
- Sur le temps de réaction suivant les races ou les conditions sociales, Comptes rendus hebdomadaires des séances de l'Académie des sciences, tome 132, fascicule 24, 1901.
- Recherches quantitatives sur l'excitation électrique des nerfs traitée comme une polarisation[12], in: J. Physiol. Pathol. Gen., 9:620-635, 1907.
- La Conscience, fonction cellulaire, in Revue des Deux Mondes, 1952. (lire en ligne)

### Préfaces
- Wladimir Drabovitch, Les Réflexes conditionnés et la psychologie moderne, Les Actualités Scientifiques et Industrielles, Paris, Hermann, 1937.